# ロッド・ブラゴジェビッチ
ロッド・R・ブラゴジェビッチ（英語：Rod R. Blagojevich、1956年12月10日 - ）は、アメリカ合衆国の政治家。第42代イリノイ州知事を務めた。汚職などの罪で逮捕されたジョージ・ライアンの後任となった。ブラゴジェビッチは初めて在任中に弾劾されたイリノイ州知事でもあり、四半世紀の間で初めて汚職の罪で告訴された民主党の政治家でもある。

## 生い立ち
1956年12月10日にイリノイ州シカゴで4人兄弟の2番目として生まれた。彼の父であるラディスラヴはセルビアのクラグイェヴァツ近郊の村からの移民として製鋼所で働いていた。ブラゴジェビッチはレーンテックカレッジプレップ高校からフォアマン高校へ転校して卒業した。彼は若い頃からボクシングを始めていた。

## イリノイ州知事
2002年に民主党の知事候補となった。ブラゴジェビッチは予備選挙でイリノイ州の前法務長官であるローランド・ブリスと、シカゴのカラー郡郊外から出馬していたシカゴ公立学校の教育長であるポール・ヴァラスに勝利した。ブラゴジェビッチは僅差で最初の勝利を獲得するには十分である、南部の予備選挙で55パーセントの得票率を得て、南イリノイで堅固に終わらせた。本選挙でブラゴジェビッチは
トピンカとイリノイ緑の党のリッチ・ホイットニーに勝利した。トピンカは600〜2700万ドルを支出した。彼は前知事である共和党のジョージ・ライアンの汚職とトピンカを関連付けようとした。ブラゴジェビッチは再選した。

## 逮捕
2008年12月、次期大統領に当選したバラク・オバマの辞職で空席になったイリノイ州選出上院議員の後継選びで金銭的な見返りを要求したとして、汚職の容疑で逮捕された。ブラゴジェビッチは2009年1月中に弾劾され、同月29日に知事職を解任、有罪を宣告された。2011年12月7日、禁錮14年の判決が下され、コロラド州ジェファーソン郡の連邦矯正機関に収監されたが、2020年2月18日、アメリカ合衆国大統領ドナルド・トランプにより減刑釈放された。2025年2月10日にはトランプ大統領により恩赦された。

## 私生活
ブラゴジェビッチはパトリシアと結婚し、2人の子供をもうけた。現在、家族はシカゴの自宅に居住している。